# 前田工繊
前田工繊株式会社（まえだこうせん、英: Maeda Kosen Co., Ltd. ）は、福井県坂井市に本社を置く盛土・法面補強用環境・産業資材などを製造、販売する企業である。

## 沿革
- 1919年 - 前田機業場創業。
- 1972年 - 前田工繊株式会社設立。
- 2004年 - ゼオン環境資材株式会社より事業譲受。
- 2007年 - 東京証券取引所第2部上場。
- 2008年 - 太田工業株式会社、日本不織布株式会社を吸収合併。
- 2009年 - マグネ株式会社、株式会社サングリーンを子会社化。
- 2010年 - 株式会社サングリーン、マグネ株式会社を吸収合併。
- 2011年4月1日 - 北原電牧株式会社を子会社化。
- 2012年
  - 4月2日 - テクノス株式会社を子会社化。
  - 10月11日 - 東京証券取引所第1部指定替え。
- 2013年
  - 4月16日 - ワシ興産株式会社、ワシマイヤー株式会社とスポンサー契約締結。
  - 11月1日 - ワシ興産株式会社、ワシマイヤー株式会社を子会社化。
  - 12月1日 - ワシマイヤー株式会社がワシ興産株式会社と日本BBS株式会社を吸収合併し、BBSジャパン株式会社となる。
- 2014年10月 - 株式会社ダイイチ（石川県津幡町）を子会社化。
- 2015年6月 - 未来テクノ株式会社を設立。
- 2016年
  - 6月 - 株式会社グリーンシステムを子会社化。
  - 9月21日 - 北原電牧株式会社が株式会社グリーンシステムを吸収合併し、未来のアグリ株式会社に商号変更。テクノス株式会社が株式会社ダイイチを吸収合併し、未来コーセン株式会社に商号変更。
- 2018年6月28日 - 福井大学と包括連携協定を結び「前田工繊ジョイント・ラボ」を開設[1]。

## 事業所
- 福井本社・福井工場 - 福井県坂井市
- 東京本社 - 東京都港区
- 南幌工場 - 北海道空知郡南幌町
- 坂井工場 - 福井県坂井市
- 丸岡工場 - 福井県坂井市
- 鯖江工場 - 福井県鯖江市
- 能登川工場 - 滋賀県東近江市
- 西宮工場 - 兵庫県西宮市